# Трансинжстрой
 АО «Трансинжстрой» — российская строительная компания, один из основных подрядчиков строительства Московского метрополитена и других сложных инженерных объектов в Москве и Московской области. Предположительно, компания имеет непосредственное отношение к строительству секретных подземных бункеров и линий Метро-2. Полное наименование — Акционерное общество по строительству транспортных и инженерных сооружений «Трансинжстрой». Штаб-квартира расположена в городе Москве.

## История
Управление строительства 10А (ныне АО «Трансинжстрой») было образовано в составе Министерства транспортного строительства СССР 23 мая 1955 г. по постановлению ЦК КПСС и Совета Министров СССР, когда в послевоенные годы потребовалось увеличить объёмы строительства транспортных, гидротехнических и иных инженерных объектов. В первый же год существования были созданы ряд строительно-монтажных подразделений, промышленно-производственная база и жилые городки в городе Одинцово с необходимой инфраструктурой, получившие в последующие годы значительное развитие и совершенствование. Уже в 50-60 годы организацией были построены сложные инженерные сооружения, обладающие принципиально новыми по тому времени техническими характеристиками, в том числе шахтные пусковые установки ракет в сложных климатических и геологических условиях.
Построены ряд железнодорожных, автодорожных и мелиоративных тоннелей, таких как Вахш-Яванский длиной 7,2 км и Оби-Киикский длиной 5,6 км для орошения Яванской долины в Таджикистане, тоннели Большого Ставропольского канала длиной 27,6 км для орошения 220 тыс. га засушливых земель, тоннель для автомобильного движения под Пушкинским перевалом в Армении. Было также построено и реконструировано в разных точках страны большое количество объектов для министерств финансов, связи, энергетики и электрификации, здравоохранения. Коллектив АО «Трансинжстрой» оказывал помощь в пуске 1-й очереди метрополитена в Екатеринбурге, принимал участие в становлении коллективов метростроителей в городах Харькове и Ереване. В 1986 году специалисты организации принимали участие в ликвидации последствий аварии на Чернобыльской АЭС.
В прошедшие годы для Московского метрополитена было построено 15 станций и около 90 км перегонных тоннелей. В частности, сооружены станции Баррикадная с пересадочным узлом на станцию Краснопресненская, станции Улица 1905 года Таганско-Краснопресненской линии, пересадочный узел станции Киевская с кольцевой на Арбатско-Покровскую линию. АО «Трансинжстрой» являлся генеральным подрядчиком и проектировщиком строительства станций Парк Победы Арбатско-Покровской линии, Борисово, Шипиловская, Зябликово Люблинско-Дмитровской линии и Новокосино Калининской линии Московского метрополитена. 16 марта 2017 г. состоялось торжественное открытие сразу трех станций: «Минская», «Ломоносовский проспект» и «Раменки» Калининской линии.
В ряде СМИ публиковалась информация о том, что наряду со строительством некоторых станций и участков линий Московского метрополитена, именно ОАО «Трансинжстрой» занимается строительством и поддержкой инфраструктуры секретного Метро-2 и подземных бункеров на территории Москвы. Например, в списке известных спецобъектов в центре Москвы, наряду со зданиями спецслужб и силовых структур, фигурируют так называемые «объекты метростроения ОАО Трансинжстрой», существующие в течение продолжительного времени и расположенные в местах, где строительство новых участков пассажирских линий Московского метрополитена не ведётся. Частичным подтверждением этого является инцидент с арестом группы диггеров, подозреваемых в разглашении государственной тайны за публикацию фотографий и сведений о подземных объектах специального строительства, на которые они проникли через шахтный ствол строительной площадки «Трансинжстроя».
Наряду со строительством подземных и транспортных объектов, компанией также построены многоэтажные здания и объекты социальной инфраструктуры в городе Одинцово Московской области. Возведены мемориал «Храм Памяти» на Поклонной горе, станция спутниковой связи «НТВ+» в Останкино, реконструирована церковь во имя Гребневской Иконы Божией Матери в г. Одинцово, восстановлен памятник павшим воинам в Великой Отечественной войне в Наро-Фоминском районе Подмосковья. Запроектированы уникальные конструкции железнодорожного и автомобильных тоннелей третьего транспортного кольца на участке от Андреевского моста до площади Гагарина.
За успешное выполнение плановых заданий и творческий вклад в создание уникальных объектов организация награждена Орденом Ленина и Орденом Трудового Красного Знамени. Пяти работникам присвоено звание Героя Социалистического Труда, свыше 5 тысяч человек награждены орденами и медалями СССР и Российской Федерации, многим присвоены почетные звания лауреатов Ленинской премии, Государственной премии СССР и Российской Федерации, премии Совета Министров СССР, звания Заслуженных строителей, Заслуженных экономистов, Заслуженных изобретателей, Почетных строителей России и Почетных строителей города Москвы.

## Структура (филиалыкомпании)
- Бюро комплексного проектирования (БКП);
- Строительно-монтажное управление № 153 (СМУ-153);
- Строительно-монтажное управление № 154 (СМУ-154);
- Строительно-монтажное управление № 155 (СМУ-155);
- Строительно-монтажное управление № 158 (СМУ-158);
- Строительно-монтажное управление № 161 (СМУ-161);
- Строительно-монтажное управление № 162 (СМУ-162);
- Управление производственно-технологической комплектации «Спецстройкомплектация» (УПТК);
- Управление транспорта и механизации (УТМ);
- Строительно-эксплуатационное управление (СЭУ).

## Руководство
Должность Начальника «Управления 10А» занимали:
- май 1955—1959 — Крае́вский Николай Константинович.
- 1959—1969 — Самоду́ров Михаил Афанасьевич.
- 1969—1972 — Власов Юрий Евгеньевич.
- 1972—1979 — Бу́рцев Павел Семёнович.

Должность Генерального директора занимали:
- 1979—2006 — Ю́рий Рахма́нинов.
- 2006—2012 — Сергей Елгаев.
- 2012—2013 — Савин Д. В.
- 2014—2015 — Николай Кутьин[7].
- 2015—2016 — Анатолий Гончаров[8][9].
- 2016—2018 — Ломоносов Сергей Михайлович.
- 2018—2021 — Перфилов Олег Викторович[10].
- 2021—2022 — Владимир Васильевич Георгиев[11].
- 2022 — н. вр. — Машин Алексей Николаевич[12].